# Fußball-Weltmeisterschaft 2022/Niederlande
Dieser Artikel behandelt die niederländische Nationalmannschaft bei der Fußball-Weltmeisterschaft 2022 in Katar. Die Niederlande nahmen zum elften Mal an der Endrunde und zum ersten Mal an einer Endrunde in Asien teil. Bei der letzten Endrunde 2018 und der letzten WM in Asien 2002 waren die Niederländer nicht qualifiziert. Die Mannschaft qualifizierte sich als Sieger der Gruppe A für die Finalrunde und scheiterte im Viertelfinale nach Elfmeterschießen am Südamerikameister Argentinien.

## Qualifikation
Die Niederlande konnten sich in ihrer Qualifikationsgruppe G mit sieben Siegen, zwei Remis und einer Niederlage den ersten Platz sichern. Gegner waren die Türkei, Norwegen, Montenegro, Lettland und Gibraltar. Die Niederländer begannen die Qualifikation unter Frank de Boer, der aber nach dem Achtelfinalaus bei der zwischenzeitlich ausgetragenen EM 2021 zurücktrat, woraufhin Louis van Gaal zum dritten Mal das Amt des Bondscoaches übernahm. Ein besonderes Spiel fand am 24. März 2021 statt, denn es wurde von der französischen Schiedsrichterin Stéphanie Frappart und somit als erstes Männer-WM-Qualifikationsspiel von einer Frau geleitet. Die Mannschaft konnte erst am letzten Spieltag durch ein 2:0 gegen Norwegen die Qualifikation für die Endrunde perfekt machen, wobei ein Remis auch gereicht hätte. Bei einer Niederlage wäre die WM hingegen verpasst worden.
Insgesamt setzten die beiden Trainer 34 Spieler ein, von denen 21 auch im Kader für die wegen der COVID-19-Pandemie um ein Jahr verschobene EM gestanden hatten. Vier Spieler – Memphis Depay, Denzel Dumfries, Frenkie de Jong und Davy Klaassen – kamen in allen Spielen zum Einsatz. In neun von zehn Spielen standen Daley Blind und Georginio Wijnaldum, die einmal nach einer zweiten Gelben Karte aussetzen mussten, auf dem Feld. 14 Spieler wurden in mindestens der Hälfte der Spiele berücksichtigt. Mit Torhüter Justin Bijlow und Ryan Gravenberch (je sechs Spiele), Noa Lang (drei), Tyrell Malacia sowie Devyne Rensch (je eine Partie) kamen auch fünf Debütanten zu ihren ersten Einsätzen.
Die Niederlande erzielten nach England (39) und Deutschland (36 Tore) die drittmeisten Tore in der Qualifikation. Bester Torschütze und damit auch zusammen mit dem Engländer Harry Kane bester europäischer Torschütze war mit 12 Toren Memphis Depay, der allein gegen die Türken dreimal vor dem Tor erfolgreich gewesen war. Nur der Kanadier Cyle Larin (13 Treffer in 16 Spielen) und Ali Mabkhout (14 Tore in 14 Spielen) von den Vereinigten Arabischen Emiraten schossen noch mehr Tore. Insgesamt verteilten sich die 33 Treffer auf 13 verschiedene Torschützen. Ihre ersten Länderspieltore erzielten Steven Berghuis, Cody Gakpo und Guus Til in der Qualifikation.
Tabelle
| Pl. | Mannschaft  | Sp. | S | U | N  | Tore    | Diff. | Punkte |
| --- | ----------- | --- | - | - | -- | ------- | ----- | ------ |
| 1.  | Niederlande | 10  | 7 | 2 | 1  | 033:800 | +25   | 23     |
| 2.  | Türkei      | 10  | 6 | 3 | 1  | 027:160 | +11   | 21     |
| 3.  | Norwegen    | 10  | 5 | 3 | 2  | 015:800 | +7    | 18     |
| 4.  | Montenegro  | 10  | 3 | 3 | 4  | 014:150 | −1    | 12     |
| 5.  | Lettland    | 10  | 2 | 3 | 5  | 011:140 | −3    | 09     |
| 6.  | Gibraltar   | 10  | 0 | 0 | 10 | 004:430 | −39   | 0      |

Anmerkung: Die zweitplatzierte türkische Mannschaft scheiterte in den Playoff-Spielen an Portugal.
| Datum      | Ort       | Heimmannschaft | – | Gast        | Ergebnis  | Torschützen für die Niederlande                                                             |
| ---------- | --------- | -------------- | - | ----------- | --------- | ------------------------------------------------------------------------------------------- |
| 24.03.2021 | Istanbul  | Türkei         | – | Niederlande | 4:2 (2:0) | Luuk de Jong, Davy Klaassen                                                                 |
| 27.03.2021 | Amsterdam | Niederlande    | – | Lettland    | 2:0 (1:0) | Steven Berghuis 1, de Jong                                                                  |
| 30.03.2021 | Gibraltar | Gibraltar      | – | Niederlande | 0:7 (0:1) | Memphis Depay (2), Donny van de Beek, Berghuis, de Jong, Donyell Malen, Georginio Wijnaldum |
| 01.09.2021 | Oslo      | Norwegen       | – | Niederlande | 1:1 (1:1) | Klaassen                                                                                    |
| 04.09.2021 | Eindhoven | Niederlande    | – | Montenegro  | 4:0 (1:0) | Depay (2), Cody Gakpo 1, Wijnaldum                                                          |
| 07.09.2021 | Amsterdam | Niederlande    | – | Türkei      | 6:1 (3:0) | Depay (3), Klaassen, Malen, Guus Til 1                                                      |
| 08.10.2021 | Riga      | Lettland       | – | Niederlande | 0:1 (0:1) | Klaassen                                                                                    |
| 11.10.2021 | Rotterdam | Niederlande    | – | Gibraltar   | 6:0 (3:0) | Depay (2), Arnaut Danjuma, Virgil van Dijk, Denzel Dumfries, Malen                          |
| 13.11.2021 | Podgorica | Montenegro     | – | Niederlande | 2:2 (0:1) | Depay (2)                                                                                   |
| 16.11.2021 | Rotterdam | Niederlande    | – | Norwegen    | 2:0 (0:0) | Bergwijn, Depay                                                                             |

## Vorbereitung
Die Vorbereitung bestand diesmal im Wesentlichen aus Pflichtspielen in der UEFA Nations League 2022/23.

### Spiele
| Datum      | Gegner      | Ergebnis | Anlass                      | Austragungsort | Niederländische Torschützen                                                               |
| ---------- | ----------- | -------- | --------------------------- | -------------- | ----------------------------------------------------------------------------------------- |
| 26.03.2022 | Dänemark    | 4:2      | Freundschaftsspiel          | Amsterdam      | Steven Bergwijn (16.), Nathan Aké (29.), Memphis Depay (38./Elfm.), Steven Bergwijn (71.) |
| 29.03.2022 | Deutschland | 1:1      | Freundschaftsspiel          | Amsterdam      | Steven Bergwijn (68.)                                                                     |
| 03.06.2022 | Belgien     | 4:1      | UEFA Nations League 2022/23 | Brüssel (BEL)  | Steven Bergwijn (40.), Memphis Depay (51., 65.), Denzel Dumfries (61.)                    |
| 08.06.2022 | Wales       | 2:1      | UEFA Nations League 2022/23 | Cardiff (WAL)  | Teun Koopmeiners (50.), Wout Weghorst (90.+4')                                            |
| 11.06.2022 | Polen       | 2:2      | UEFA Nations League 2022/23 | Rotterdam      | Davy Klaassen (51.), Denzel Dumfries (54.)                                                |
| 14.06.2022 | Wales       | 3:2      | UEFA Nations League 2022/23 | Rotterdam      | Noa Lang (17. 1), Cody Gakpo (23.), Memphis Depay (90.)                                   |
| 22.09.2022 | Polen       | 2:0      | UEFA Nations League 2022/23 | Warschau (POL) | Cody Gakpo (13.), Steven Bergwijn (60.)                                                   |
| 25.09.2022 | Belgien     | 1:0      | UEFA Nations League 2022/23 | Amsterdam      | Virgil van Dijk (73.)                                                                     |

## Kader
Den Kader gab Bondscoach Louis van Gaal am 11. November 2022 bekannt.
Jeremie Frimpong, Andries Noppert und Xavi Simons hatten vorab jeweils noch kein A-Länderspiel bestritten. Nur 13 Spieler waren bei ihren Teilnahmen an Weltmeisterschaften noch älter als der 39-jährige Remko Pasveer.
| 13          | Justin Bijlow    | Feyenoord Rotterdam | 06 | 0  | 22. Jan. 1998 |   |   |   |   |  |      |   |   |
| 23          | Andries Noppert  | SC Heerenveen       | 0  | 0  | 7. Apr. 1994  | 5 |   |   |   |  |      |   |   |
| 01          | Remko Pasveer    | Ajax Amsterdam      | 02 | 0  | 8. Nov. 1983  |   |   |   |   |  |      |   |   |
| Abwehr      |                  |                     |    |    |               |   |   |   |   |  |      |   |   |
| 05          | Nathan Aké       | Manchester City     | 29 | 03 | 18. Feb. 1995 | 5 |   | 1 |   |  |      |   |   |
| 17          | Daley Blind      | Ajax Amsterdam      | 94 | 02 | 9. März 1990  | 5 | 1 |   |   |  | 2014 | 7 | 1 |
| 04          | Virgil van Dijk  | FC Liverpool        | 49 | 06 | 8. Juli 1991  | 5 |   |   |   |  |      |   |   |
| 22          | Denzel Dumfries  | Inter Mailand       | 37 | 05 | 18. Apr. 1996 | 5 | 1 |   | 1 |  |      |   |   |
| 26          | Jeremie Frimpong | Bayer 04 Leverkusen | 0  | 0  | 10. Dez. 2000 |   |   |   |   |  |      |   |   |
| 03          | Matthijs de Ligt | FC Bayern München   | 38 | 02 | 12. Aug. 1999 | 2 |   | 1 |   |  |      |   |   |
| 16          | Tyrell Malacia   | Manchester United   | 06 | 0  | 17. Sep. 1999 |   |   |   |   |  |      |   |   |
| 02          | Jurriën Timber   | Ajax Amsterdam      | 10 | 0  | 17. Juni 2001 | 4 |   | 1 |   |  |      |   |   |
| 06          | Stefan de Vrij   | Inter Mailand       | 59 | 03 | 5. Feb. 1992  |   |   |   |   |  | 2014 | 7 | 1 |
| Mittelfeld  |                  |                     |    |    |               |   |   |   |   |  |      |   |   |
| 11          | Steven Berghuis  | Ajax Amsterdam      | 39 | 02 | 19. Dez. 1991 | 4 |   | 1 |   |  |      |   |   |
| 21          | Frenkie de Jong  | FC Barcelona        | 45 | 01 | 12. Mai 1997  | 5 | 1 | 1 |   |  |      |   |   |
| 14          | Davy Klaassen    | Ajax Amsterdam      | 35 | 09 | 21. Feb. 1993 | 4 | 1 |   |   |  |      |   |   |
| 20          | Teun Koopmeiners | Atalanta Bergamo    | 10 | 01 | 28. Feb. 1998 | 5 |   | 1 |   |  |      |   |   |
| 15          | Marten de Roon   | Atalanta Bergamo    | 30 | 0  | 29. März 1991 | 5 |   |   |   |  |      |   |   |
| 24          | Kenneth Taylor   | Ajax Amsterdam      | 02 | 0  | 16. Mai 2002  | 1 |   |   |   |  |      |   |   |
| 25          | Xavi Simons      | PSV Eindhoven       | 0  | 0  | 21. Apr. 2003 | 1 |   |   |   |  |      |   |   |
| Sturm       |                  |                     |    |    |               |   |   |   |   |  |      |   |   |
| 07          | Steven Bergwijn  | Ajax Amsterdam      | 24 | 07 | 8. Okt. 1997  | 4 |   | 1 |   |  |      |   |   |
| 10          | Memphis Depay    | FC Barcelona        | 81 | 42 | 13. Feb. 1994 | 5 | 1 | 1 |   |  | 2014 | 4 | 2 |
| 08          | Cody Gakpo       | PSV Eindhoven       | 09 | 03 | 7. Mai 1999   | 5 | 3 |   |   |  |      |   |   |
| 18          | Vincent Janssen  | Royal Antwerpen     | 20 | 07 | 27. Juni 1994 | 2 |   |   |   |  |      |   |   |
| 09          | Luuk de Jong     | PSV Eindhoven       | 38 | 08 | 27. Aug. 1990 |   |   |   |   |  |      |   |   |
| 12          | Noa Lang         | FC Brügge           | 05 | 01 | 17. Juni 1999 | 1 |   | 1 |   |  |      |   |   |
| 19          | Wout Weghorst    | Beşiktaş Istanbul   | 15 | 03 | 7. Aug. 1992  | 4 | 2 | 1 |   |  |      |   |   |
| Trainerstab |                  |                     |    |    |               |   |   |   |   |  |      |   |   |
|             | Louis van Gaal   | Trainer             | 58 | 0  | 8. Aug. 1951  |   |   |   |   |  | 2014 | 7 |   |
|             | Edgar Davids     | Trainerassistent    | 74 | 6  | 13. März 1973 |   |   |   |   |  | 1998 | 6 | 1 |
|             | Danny Blind      | Trainerassistent    | 42 | 1  | 1. Aug. 1961  |   |   |   |   |  |      |   |   |
|             | Frans Hoek       | Torwarttrainer      |    |    | 17. Okt. 1956 |   |   |   |   |  |      |   |   |
| 1. 2.       |                  |                     |    |    |               |   |   |   |   |  |      |   |   |

## Endrunde

### Gruppenphase
Bei der am 1. April 2022 vorgenommenen Auslosung der Endrunde kamen die Niederlande aufgrund der Position in der FIFA-Weltrangliste im März 2022 in Topf 2 und konnten daher in eine Gruppe mit Titelverteidiger Frankreich, Rekordweltmeister Brasilien oder Gastgeber Katar, aber nicht Deutschland gelost werden. Sie wurden der Gruppe A mit Gastgeber Katar (Gruppenkopf) zugelost, womit sie den in der FIFA-Weltrangliste am schlechtesten platzierten Gruppenkopf (Platz 51) erwischten. Zudem wurden Ecuador (Platz 46) und der Senegal (20) in die Gruppe gelost. Gegen Katar und den Senegal haben die Niederländer noch nicht gespielt. Gegen Ecuador gab es zwei Freundschaftsspiele mit einem Sieg und einem Remis. Als Gruppensieger oder -zweiter würden die Niederländer auf den Zweiten bzw. Sieger der Gruppe B mit England treffen.

#### 1. Gruppenspiel
- Mo., 21. November 2022, 19:00 Uhr (17:00 Uhr MESZ) in Doha (al-Thumama-Stadion)
 Senegal –  Niederlande 0:2
Tore: Gakpo (84.), Klaassen (90.+9)

##### Ausgangslage
Beide Nationen waren nie zuvor aufeinander getroffen. Während es für die Niederländer bereits das elfte Mal war, gab es zuvor erst zwei Endrunden, an denen eine Auswahl Senegals teilnahm. Die Niederländer waren Sieger ihrer Qualifikationsgruppe geworden, hatten sieben Partien gewonnen, zweimal unentschieden gespielt und einmal verloren, das Torverhältnis betrug 33:8. Die Afrikaner setzten sich in ihrer Gruppe ungeschlagen gegen drei andere Teams durch und besiegten in der letzten Qualifikationsrunde schließlich die Ägypter im Elfmeterschießen.
Bondscoach Louis van Gaal vermeldete im Vorfeld, Stürmer Memphis Depay, der erst von einer mehrwöchigen Verletzungspause zurückgekehrt war, stünde dem Team noch nicht zur Verfügung. Auf Seiten des amtierenden Afrikameisters fehlte ebenfalls ein Stürmer und Leistungsträger, Sadio Mané vom FC Bayern München.

##### Spielbericht
Van Gaal setzte im Tor auf den 28-jährigen Andries Noppert vom SC Heerenveen, der sich gegen Justin Bijlow und den 39 Jahre alten Routinier Remko Pasveer durchgesetzt hatte. Als erst neunter Spieler weltweit absolvierte dieser so sein Debüt für eine Nationalmannschaft bei einer WM-Endrunde. Eine aus den Innenverteidigern Matthijs de Ligt, Virgil van Dijk und Nathan Aké bestehende Dreierabwehrkette wurde unterstützt durch die beiden „Schienenspieler“ Daley Blind und Denzel Dumfries. Hinter einer Doppelspitze, die Vincent Janssen und Steven Bergwijn bildeten, stand Cody Gakpo im offensiven Mittelfeld bereit, eine Position, die er nur in der Nationalmannschaft besetzte. Neben Frenkie de Jong spielte mit Steven Berghuis der insgesamt dritte Ajax-Spieler in der Startelf im Mittelfeld. Das Team stand einer von Aliou Cissé verantworteten Mannschaft, die in einem 4–3–3 auflief, gegenüber, für die neben Torhüter Édouard Mendy auch einer der besten Torschützen der Qualifikationsphase, Ismaïla Sarr, sowie die ehemaligen Bundesligaakteure Ismail Jakobs und Abdou Diallo aufliefen.
Schon kurz nach Spielbeginn hatten die Senegalesen in Person von Boulaye Dia eine aussichtsreiche Chance, die jedoch vereitelt werden konnte. Die Afrikaner standen defensiv gut und pressten immer wieder aggressiv und früh, Oranje zeigte sich vor allem offensiv ideenlos und nutzte zwei Möglichkeiten auf den Führungstreffer nicht, als zum einen de Jong während eines Konters nicht das Tor treffen konnte und zum anderen Berghuis aus der Distanz über Keeper Mendy schoss. Für einen von vier vom kicker mit der Note 4,0 bewerteten Akteuren der Niederlande, Janssen, kam nach etwas mehr als einer Stunde dann überraschenderweise Memphis Depay aufs Feld, den der Trainer nun doch ins Aufgebot berufen hatte. In der Folge kamen die Löwen weitere Male gefährlich nah an das gegnerische Tor heran und zweimal war es der Reaktion des Torwarts Noppert zu verdanken, dass es weiterhin 0:0 stand. Ein Fehler von Mendy sorgte schließlich in der 84. Minute für das erste Tor der Partie, als er im Luftzweikampf einen Kopfball von Gakpo zuließ, der einen hohen Ball von de Jong verwertete. Mendy, der vom Sportmagazin mit einer 5 benotet wurde und somit der Spieler mit der schlechtesten Zensur war, war auch aktiv am zweiten Tor beteiligt. Einen ungefährlichen Schuss hielt er nicht fest, woraufhin der eingewechselte Davy Klaassen in Ballbesitz kam und aus kurzer Distanz treffen konnte.

#### 2. Gruppenspiel
- Fr., 25. November 2022, 19:00 Uhr (17:00 Uhr MESZ) in ar-Rayyan (Khalifa International Stadium)
 Niederlande –  Ecuador 1:1
Tor: Gakpo (6.)

##### Ausgangslage
Beide Nationen waren zuvor zweimal aufeinander getroffen, die Spiele endeten mit 1:1 sowie 1:0 aus Sicht der Niederlande. Die Ecuadorianer hatten ebenso wie die Niederlande ihr erstes Gruppenspiel – gegen Gastgeber Katar – gewonnen und Nationaltrainer Gustavo Alfaro konnte wie auch sein Gegenüber Louis van Gaal auf alle Spieler zurückgreifen. Kapitän Enner Valencia war im ersten Spiel noch verletzt ausgewechselt worden, konnte aber gegen Oranje wieder spielen. Die Qualifikationsrunde der CONMEBOL hatte La Tri als Tabellenvierter von Zehn hinter Brasilien, Argentinien und Uruguay erfolgreich abgeschlossen.

##### Spielbericht
Im Gegensatz zum Senegal-Spiel ließ van Gaal in der Innenverteidigung neben Nathan Aké und Virgil van Dijk nicht Matthijs de Ligt, sondern Jurriën Timber auflaufen. Die Flügelspieler Daley Blind und Denzel Dumfries agierten diesmal offensiver, Cody Gakpo wurde in den Sturm verschoben, wo er neben Steven Bergwijn spielte. Davy Klaassen rückte für Gakpo ins offensive Mittelfeld, wohingegen Teun Koopmeiners den Amsterdamer Steven Berghuis im zentralen Mittelfeld ersetzte.
Nach einem Fehlpass von Moisés Caicedo nutzte Gakpo bereits nach fünf Minuten die Chance zum Führungstreffer und seinem zweiten Turniertor. In der Folge gelang es Oranje aber nicht, den Druck auf den Gegner aufrechtzuerhalten oder die Führung auszubauen. Gepresst wurde erst in der gegnerischen Hälfte und weitestgehend auf Konterchancen gewartet. Ecuador kam zu zwei guten Gelegenheiten, die aber Valencia beide Male nicht nutzen konnte. Der ecuadorianische Angreifer hätte auch vor der Pause erneut die Gelegenheit dazu gehabt, auszugleichen, sein Kopfball wurde aber von Aké geblockt. Zur zweiten Hälfte nahm van Gaal Bergwijn vom Feld und wechselte Memphis Depay ein. Offensiv aktiver blieben aber die Südamerikaner, die nun kurz nach Wiederanpfiff in Folge eines Ballverlusts von Timber im Mittelfeld das 1:1 erzielten. Einen Schuss von Pervis Estupiñán konnte Andries Noppert nur abwehren, was Enner Valencia einen „Abstauber“ ermöglichte. Auf einen Lattentreffer von Gonzalo Plata nach einer guten Stunde folgte eine hochkarätige Torchance des Stürmers Michael Estrada, in der 65. gelang den Niederländern dann in Person von Koopmeiners der erst zweite Torschuss des Spiels. Letztendlich blieb es beim 1:1, da sich im weiteren Spielverlauf für keine der beiden Mannschaften mehr nennenswerte Gelegenheiten ergaben.

#### 3. Gruppenspiel
- Di., 29. November 2022, 18:00 Uhr (16:00 Uhr MESZ) in ar-Rayyan (Khalifa International Stadium)
 Niederlande –  Katar 2:0
Tore: Gakpo (26.), F. de Jong (49.)

##### Ausgangslage
Gegen Gastgeber Katar hatte man zuvor noch nie gespielt. Da sowohl die Konkurrenten Senegal und Ecuador jeweils noch Chancen auf den Achtelfinaleinzug hatten, wäre ein Remis gegen die bereits ausgeschiedenen Katarer das Minimum gewesen.

##### Spielbericht
Trainer van Gaal vertraute größtenteils auf dieselbe Startformation wie gegen die Ecuadorianer. Einzig Marten de Roon ersetzte im Mittelfeld Teun Koopmeiners und neben Cody Gakpo durfte Memphis Depay erstmals von Beginn an auf dem Feld stehen, für ihn wich Steven Bergwijn auf die Ersatzbank. Die Elftal ging nach 26 Spielminuten nach einem flachen Schuss von Gakpo in Führung. Der Stürmer von der PSV Eindhoven hatte somit gleichgezogen mit Johan Cruyff, der bei seiner einzigen Weltmeisterschaft (1974) ebenfalls dreimal vor dem gegnerischen Tor erfolgreich gewesen war. Im Anschluss verringerte die Mannschaft das Tempo und ermöglichte dem Gegner so Raumgewinn, der jedoch nicht genutzt wurde. Frenkie de Jong erhöhte kurz nach der Halbzeitpause auf 2:0, nachdem ein Schuss von Depay von Torwart Meshal Barsham nur abgewehrt worden war. Der später eingewechselte Steven Berghuis erzielte nach 70 Minuten sogar noch ein drittes Tor, dieses wurde aber nicht gewertet, da Gakpo den Ball zuvor mit dem Arm berührt hatte. Trotz einer überdurchschnittlichen Passquote von 92 %, einem Ballbesitz von 62 % und 12:5 Torschüssen gewannen die niederländischen Spieler nicht einmal die Hälfte ihrer Zweikämpfe. Somit verpasste es der Gruppensieger erneut, seinem Favoritenstatus gerecht zu werden.

### K.-o.-Runde

#### Achtelfinale
- Sa., 3. Dezember 2022, 18:00 Uhr (16:00 Uhr MESZ) in ar-Rayyan (Khalifa International Stadium)
 Niederlande –  USA 3:1
Tore: Depay (10.), Blind (45.+1), Dumfries (81.)

##### Ausgangslage
Die US-Amerikaner hatten zuvor fünfmal gegen die Niederlande gespielt, viermal gewann Oranje, einmal gingen die USA als Sieger vom Platz. Als Zweiter der Gruppe B hinter England waren die Vereinigten Staaten ins Achtelfinale vorgerückt und hatten so den Iran wie auch Wales hinter sich gelassen.

##### Spielbericht
Im Vergleich zum letzten Gruppenspiel gab es keine personellen Veränderungen seitens des Trainers. Die Niederländer gingen früh durch Memphis Depay, dem Denzel Dumfries assistierte, in Führung, nachdem der Gegner die erste Torchance für sich verbuchen konnte. Obwohl die restliche erste Hälfte ausgeglichen verlief, traf kurz vor dem Seitenwechsel Daley Blind nach einer erneuten Torvorlage seines Flügelpendants Dumfries zum 2:0. In der 50. Minute hatte Oranje die Möglichkeit, auf 3:0 erhöhen, jedoch rettete der gegnerische Torwart Matt Turner einen Ball seines Mitspielers Walker Zimmerman mit einer Grätsche. Später musste Turner erneut parieren, nachdem ihn Depay je einmal per Kopf und einem Schuss aus dem Stand prüfte. Haji Wright ließ dann den Ball in der 76. Minute nach einem flachen Pass im Strafraum über die Hacke rutschen, so dass dieser für Andries Noppert unhaltbar im Netz landete. Doch anstatt auszugleichen, mussten die US-Amerikaner den 1:3-Endstand hinnehmen. Aus der Tiefe kommend, verwandelte der zweifache Vorlagengeber Dumfries in der Endphase ungedeckt nach einer Flanke Daley Blinds, woraufhin die Niederlande ins Viertelfinale einzogen.

#### Viertelfinale
- Fr., 9. Dezember 2022, 22:00 Uhr (20:00 Uhr MESZ) in Lusail (Lusail Iconic Stadium)
 Niederlande –  Argentinien 3:4 i. E.
Tore: Weghorst (83., 90.+11)

##### Ausgangslage
Gegen die Argentinier hatten die Niederländer zuvor neunmal gespielt. 1978 unterlag Oranje dem Gastgeber in der Verlängerung des Endspiels, zwei weitere Male wurde man vom Gegner in Elfmeterschießen bezwungen. Zuvor hatten sich die Südamerikaner gegen Australien im Achtelfinale durchgesetzt.

##### Spielbericht
Schon nach acht Minuten verschätzte sich Keeper Andries Noppert und hätte dem Gegenspieler Julián Álvarez beinahe das frühe 0:1 ermöglicht. Lionel Messi setzte in der Folge seinen Mitspieler Nahuel Molina in Szene, der den Führungstreffer erzielte. Nachdem der Schiedsrichter aufgrund zu „starken Engagements an der Seitenlinie“ bereits Argentiniens Trainer Lionel Scaloni mit Gelb verwarnt hatte, musste er kurz vor der Halbzeitpause je zwei Akteure beider Teams ebenfalls mit dieser Karte bestrafen. Einer davon war Wout Weghorst, der noch auf der Bank saß. Nach dem Seitenwechsel hatte Argentinien das Spiel gut im Griff und ließ keine nennenswerten Bemühungen der Niederländer zu; im Gegenteil scheiterte Kapitän Messi seinerseits nach einer guten Stunde knapp mit einem Freistoß. Denzel Dumfries, noch der „Spieler des Spiels“ gegen die USA, brachte in der 73. Minute Marcos Acuña im Strafraum zu Fall, woraufhin Messi auf 2:0 erhöhen konnte. Dieser zog so mit seinem zehnten Treffer bei einer WM mit Gabriel Batistuta gleich, dem dies zuvor als erstem Argentinier gelungen war. Weghorst kam, obwohl er bereits verwarnt war, in der Schlussphase aufs Feld, was sich bezahlt machte. Erst köpfte er das 1:2 und in der 11. Minute der Nachspielzeit sorgte er nach einem Freistoß schließlich für das 2:2. In der Verlängerung gelang es keiner Mannschaft, den Sieg zu erringen, weshalb eine Entscheidung im Elfmeterschießen herbeigeführt werden musste. Auf Seiten der Niederländer verschossen Steven Berghuis und Kapitän Virgil van Dijk, weshalb Argentinien ins Halbfinale einzog und später den Titel errang. Mit 17 Karten wurde die Partie darüber hinaus zum WM-Spiel mit den meisten Verwarnungen überhaupt – zu 14 gelben und einer gelb-roten Karte für Spieler kamen zwei gelbe für das argentinische Trainerteam.